# Bruno Akrapović
Bruno Akrapović (Zenica, 26 settembre 1967) è un allenatore di calcio ed ex calciatore bosniaco, di ruolo centrocampista.

## Palmarès

### Allenatore

#### Competizioni nazionali
- Gibraltar Premier Cup: 1

Europa FC: 2014-2015
- Coppa di Macedonia: 1

Škendija: 2015-2016
- Coppa di Bulgaria: 2

Lokomotiv Plovdiv: 2018-2019, 2019-2020